# Dinelytron unilineatus
Dinelytron unilineatus is een wandelende tak uit de familie Prisopodidae. De wetenschappelijke naam van deze soort is voor het eerst voorgesteld als Damasippus unilineatus door Josef Redtenbacher in een publicatie uit 1906.
De soort komt voor in Rio de Janeiro (Brazilië).